# Las voces de Marrakech

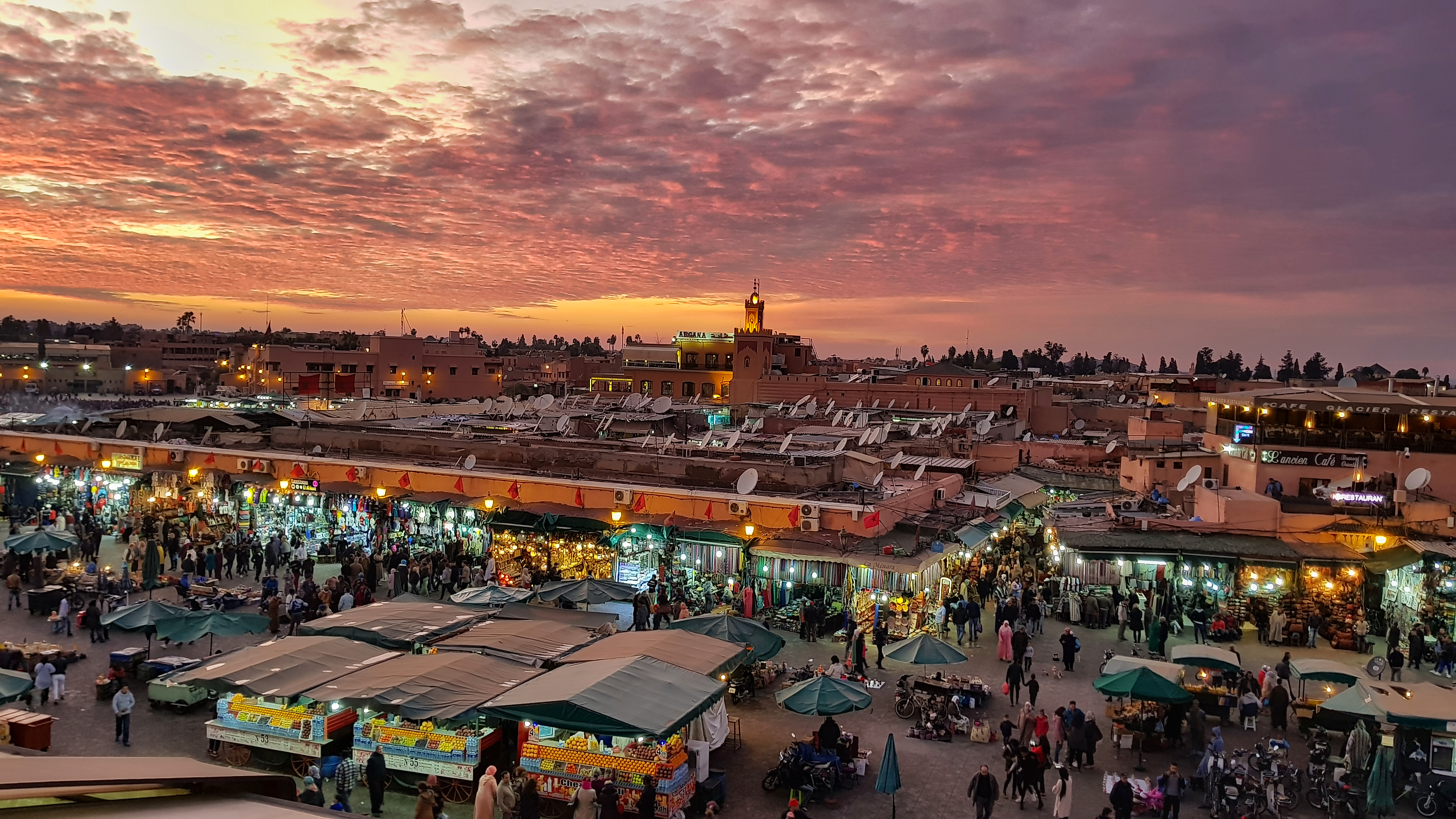
Plaza de Jamaa El Fna

Las voces de Marrakech. Notas de un viaje es un reportaje breve de Elias Canetti sobre un viaje a Marruecos, que fue publicado por primera vez en 1967.

## Planteamiento
Como narrador en primera persona, Canetti lleva al lector a la ciudad marroquí de Marrakech, que visitó en la década de 1950 en compañía de un equipo de filmación, donde él, que vive en Londres, se presenta como un inglés a los marroquíes y se presenta también a los habitantes del Mellah, el barrio judío, como judío.
Su libro no es un cuaderno de viaje en el sentido habitual, sino, como ya sugiere el subtítulo, una colección de impresiones que han cuajado en bocetos, instantáneas con las que intenta captar el ambiente de la ciudad, o al menos intentar iluminarla con flases. Las secciones son básicamente independientes entre sí, incluso si ocasionalmente incorporan referencias o transiciones, que tienen la intención de mantener el libro unido.

## Contenido
Encuentros con camellos
El protagonista visita un mercado de camellos con su amigo y descubre muchos aspectos humanos en los camellos. Lo sorprende el hecho de que los camellos están siendo llevados al matadero.
Los zocos

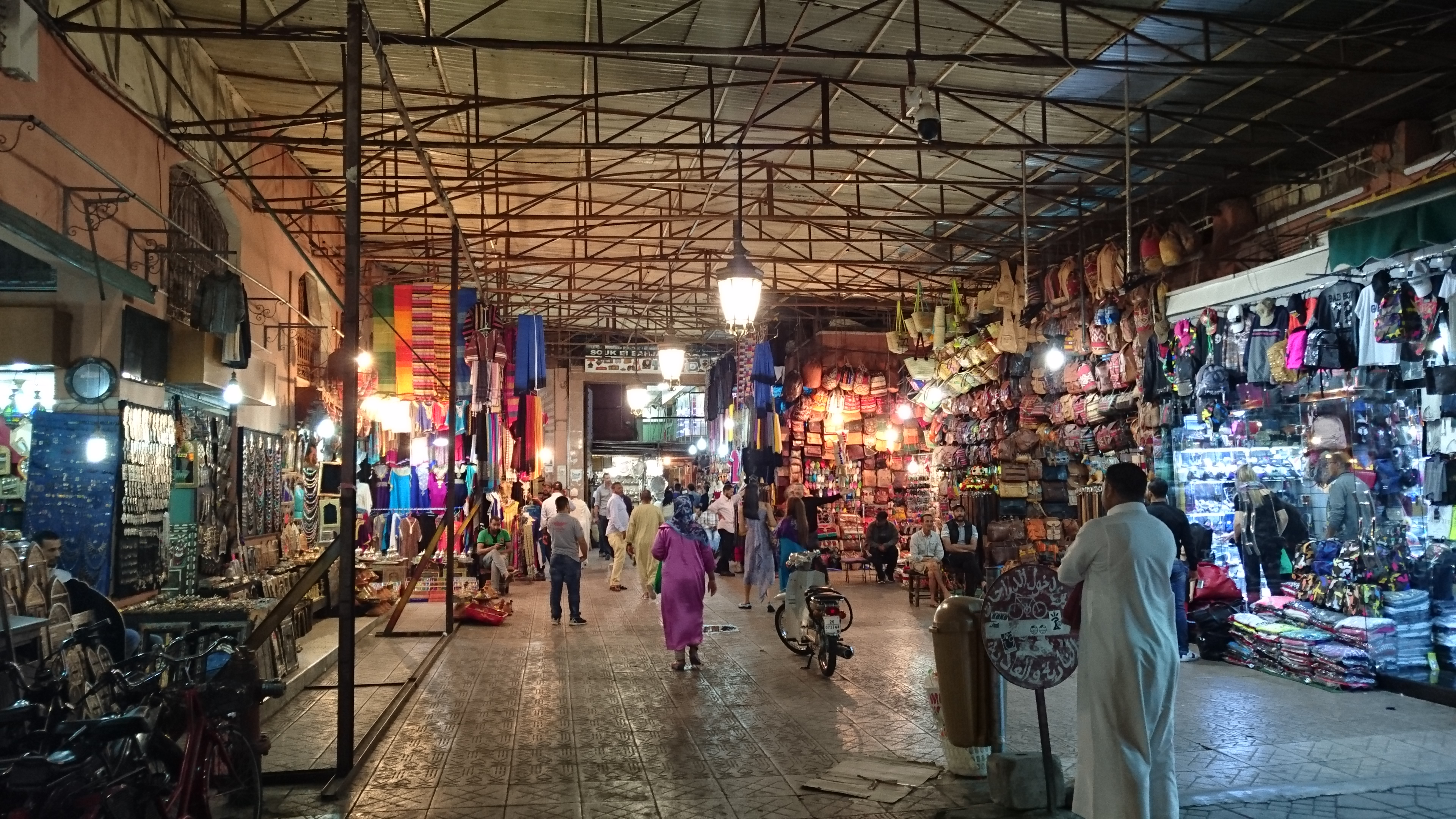
Zoco cercano a la Djemaa el Fna

En los mercados, el protagonista cuenta las impresiones de las mercancías, sus olores y colores y describe el regateo de los clientes con los comerciantes.
Las llamadas de los ciegos
El protagonista reconoce un significado más profundo de la vida en las recurrentes peticiones de un ciego y sus recordatorios en relación con las bendiciones prometidas de Alá.
La saliva de marabú
El marabú es un hombre santo que se lleva a la boca las monedas que le donan, las mastica y las escupe con mucha saliva.
Silencio en la casa y vacío en los techos
El protagonista describe la casa de su amigo como el lugar que uno necesita para poder retirarse. En la azotea de la casa de su amigo, primero mira a lo lejos, pero cuando quiere mirar las casas vecinas, su amigo se inquieta porque está mal visto mirar hacia las casas vecinas.
La mujer en la reja
En un paseo se encuentra con una mujer sin velo que le dirige miradas cariñosas desde una ventana enrrejada del primer piso. Fascinado, se queda allí durante mucho tiempo, la mira, hasta que finalmente le pregunta a un chico en francés si está loca, lo que el chico confirma.
Visita a la Mellah
En este capítulo más largo, el protagonista visita la mellah, la judería. Al principio se encuentra con pequeñas tiendas con telas finas, pero cuanto más avanza, más pobre se vuelve su entorno. Finalmente llega a un pequeño cuadrado que describe como el centro de la mellah y con el cual se identifica fuertemente. Después de asistir a una escuela donde el maestro le demuestra las habilidades de sus alumnos, es conducido por un extraño guía a través del cementerio judío y es acosado por muchos mendigos.
La familia Dahan
A Canatti le gustaría conocer una casa árabe por dentro. La familia Dahan lo invita a su casa, que está amueblada según los gustos europeos. Conoce al hijo de la familia, muy hablador y al abuelo, que es un erudito inteligente y apacible.
Narradores y escribanos

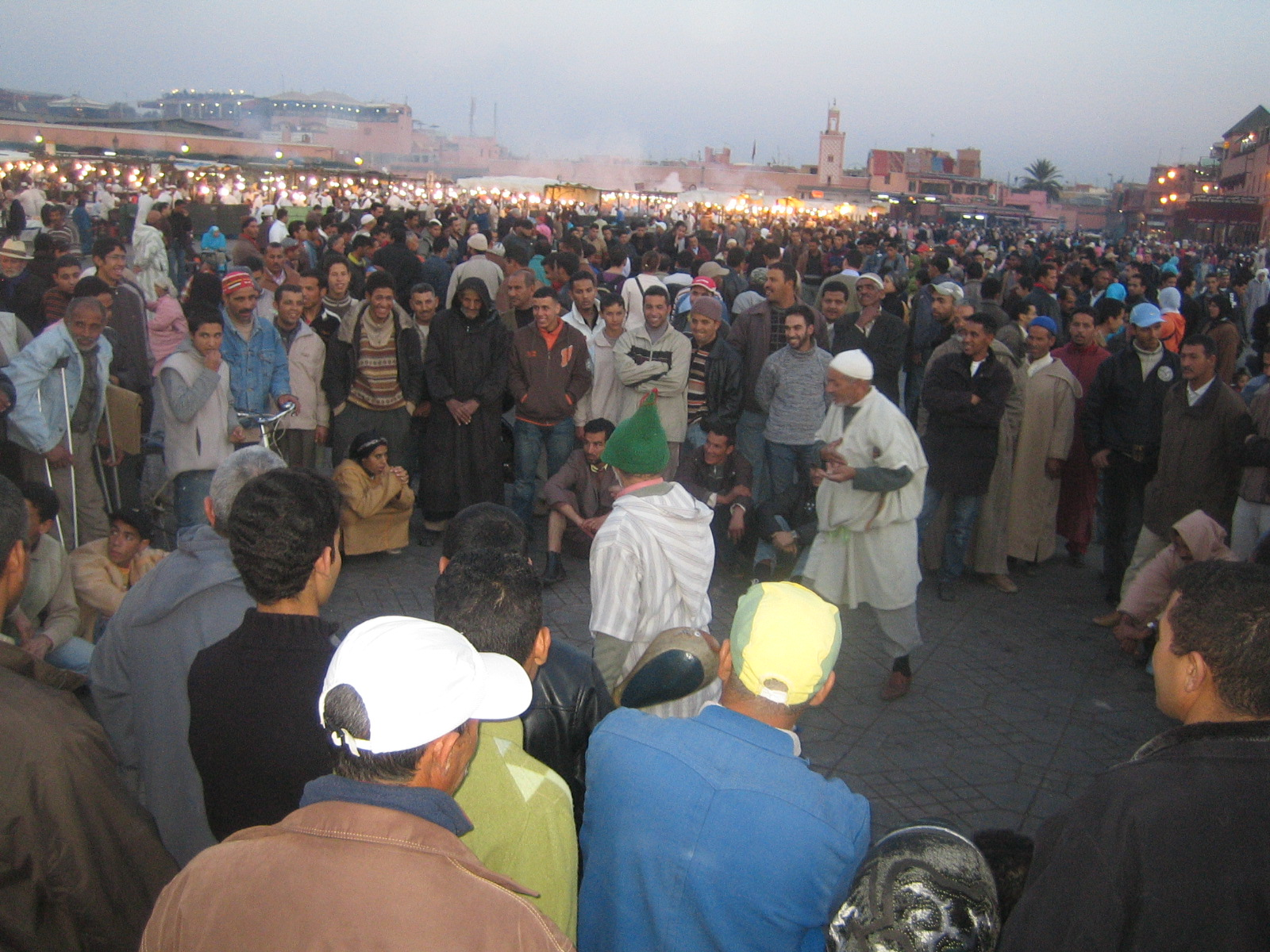
Narradores en la Jemaa el-Fnaa

En este breve capítulo, el protagonista describe a los narradores que reúnen a la gente a su alrededor en la calle y los entretienen muy hábilmente con sus cuentos poderosos. El escritor los admira mucho. Un poco más lejos están los escribanos, que esperan a sus clientes con sus materiales de escritura delante. Toda una familia se sienta con uno de los escribanos.
La compra del pan
Por la noche, las mujeres venden pan en un lugar determinado. El narrador observa cómo un hombre compra una barra de pan y luego desaparece.
La lujuria del burro
Una noche una multitud rodea a un hombre que está golpeando con su bastón a un burro testarudo y demacrado mientras el burro da vueltas en círculo y su amo con él. La gente se muere de risa. Canetti cree que el burro no sobrevivirá a la noche. A la mañana siguiente el burro está de vuelta en la plaza, solo, con un miembro gigantesco que cuelga entre sus patas traseras y Canetti admira la vitalidad del animal.
Sherezade
Scherezade es un bar frecuentado solo por extranjeros y árabes ricos. Madame Mignon es la propietaria, su madre es china y su padre es francés. Está casada con un ex legionario extranjero que ocasionalmente acompaña a los clientes al burdel francés situado al otro lado de la calle.
El invisible
Todos los días un hombre se agacha en la plaza, apenas reconocible bajo los trapos sucios que lo cubren. Sin embargo, su penetrante croar se puede escuchar en toda la plaza. Canetti queda fascinado con el hombre, sigue acercándose a él pero nunca lo ve moverse para recoger las monedas que le tiran.

## Antecedentes
En 1954 Canetti acompañó a un equipo de cine inglés en un viaje de tres semanas a Marrakech por invitación del productor de cine Aymer Maxwell. El equipo, dirigido por Gavin Lambert, realizó la película "Another Sky", protagonizada por Walter Lassally y con Catherine Lacey como la protagonista femenina. Durante mucho tiempo se pensó que la película se había perdido y solo fue accesible al público en 2007 en una versión restaurada en DVD. Durante el rodaje, se produjo un intento de asesinato de Muhammad VI. ibn Arafa, el sultán instalado por el gobierno del protectorado francés. El capítulo de la Familia Dahan alude al asesinato. Canetti escribió el libro "Las voces de Marrakech" 14 años después de memoria, basándose en tres páginas de notas.
Las voces de Marrakech es una de las pocas obras narrativas del autor, junto con su novela temprana Auto de fe. En 2005, el Munich Hörverlag publicó una lectura de 1985 del propio autor en 2 CD, en su “viejo alemán vienés”. Canetti, como escribe el crítico del audiolibro. A veces se traga las últimas sílabas, también se le oye jadear, se oye el crujido del papel cuando pasa la página" y dice que "Un anciano cuenta historias de un ciudad legendaria en una voz sabia, llena de fuerza, lujuria, vida. Un audiolibro impresionante." 

## Interpretaciones
Un leitmotiv de todos los bocetos es la lucha por la supervivencia, que se representa en muchas variaciones. Desde el principio, en encuentros con camellos, se aborda el tema de la muerte, la muerte segura a la que se enfrentan los animales. Todas las personas que observa en Marrakech luchan por sobrevivir de diferentes maneras. 
Canetti escribió contra la muerte toda su vida. “Si fuera posible, aunque sé que no es posible, aboliría la muerte. Como eso no es posible, al menos me gustaría contemplar todos los efectos negativos que tiene la muerte en la vida de las personas.” 

### Semantización de lo extranjero
Canetti escenifica a los extraños al exponerse a ellos sin comunicación verbal. No se prepara para el país con la ayuda de guías de viajes, no aprende árabe y no utiliza el acompañamiento de un intérprete; provoca la incomprensión para "no perder nada del poder de las llamadas extrañas", para "ser afectado por los sonidos como les corresponde, y no debilitar nada con un conocimiento inadecuado y artificial". El narrador también se niega a hacer juicios morales: “Cuando viajas lo aceptas todo, el ultraje se queda en casa. Uno mira, uno oye, uno se entusiasma con lo más terrible porque es nuevo. Los buenos viajeros no tienen corazón. “Porque el extraño es extraño, por lo que queda semánticamente vacío, queda libre para nuevos rellenos de contenido, porque el vaciado semántico de lo extranjero ya es un constructo del viajero. Con la nueva semantización de lo extranjero, Canetti logra exactamente la revalorización semiótica de las prácticas culturales que Jonathan Culler describió como propias del comportamiento turístico. Sin embargo, Canetti va más allá de esta estrategia de apropiación turística en la medida en que escribe sus experiencias de viaje.

### Interpretación estructuralista
Jonathan Culler se refiere a los turistas como "agentes de la semiótica", como semiótico que entiende todo lo que ve como "auténtico". Para el turista, auténtico es “cualquier cosa, más allá de su valor práctico, participa de una práctica cultural de signos propios de la cultura extranjera. Lo "típico" no se presenta directamente al turista, sino que se transmite a través de "marcadores" como guías de viaje, museos, postales, letreros. La autenticidad, por tanto, no depende de la cosa en sí, sino que requiere una mediación semiótica. Según Culler y Fuchs, el turismo moderno se caracteriza por la compulsión permanente de certificar la autenticidad. “Canetti escenifica la autenticidad de sus experiencias en el texto de una manera que no solo corresponde al modelo previamente esbozado de la experiencia de los demás, sino que en realidad lo duplica. Por un lado, Canetti busca el acceso a Marrakech a través de un proceso de semiotización que sigue bastante de cerca el modelo culleriano, pero por otro lado, profundiza sus interpretaciones de las prácticas culturales observadas a través de la duplicación: lo que resulta ser un significante cultural en un primer nivel semiótico, funciona en un segundo nivel como significante esencialmente mítico.
Como explica Fuchs, el propio narrador no tiene una identidad segura, no está claro si es inglés o no, y su identidad religiosa también lo señala como un extraño. La oposición binaria entre lo propio y lo ajeno queda así socavada porque no deja emerger en primer lugar la imagen de un sujeto soberano; lo extranjero no se lee en relación con lo de casa, porque no existe tal cosa. En esto también encaja su revalorización de las impresiones sensoriales: le interesa lo no visual, su “mirada” no es turística, lo extranjero no se visualiza en “Las voces de Marrakech”, Canetti se centra en los sonidos y los olores.

## Testimonios
“Las Voces de Marrakech es el libro a través del cual Canetti se convierte en una especie de amigo de confianza del lector y en el que una especie de alegría por todo lo humano (...) resplandece en todas las descripciones de la miseria de las ciudades orientales en el borde de la humanidad." François Bondy
“A uno le gustaría llamar clásica a la referencia de esta prosa, porque su autor mira a las personas, los animales y los objetos de Marrakech con un poder inquebrantable, sin que la subjetividad del espectador pase a primer plano." Rodolfo Harting
“Con la misma cautela y timidez con que avanza Canetti, el lector asiste a un proceso de conocimiento. Un proceso sin ninguna tensión intelectual. . . todo lo que Canetti experimenta y observa en Marrakech sigue siendo una visualización puramente narrativa, sensualmente cercana y tangible. Eberhard Horst

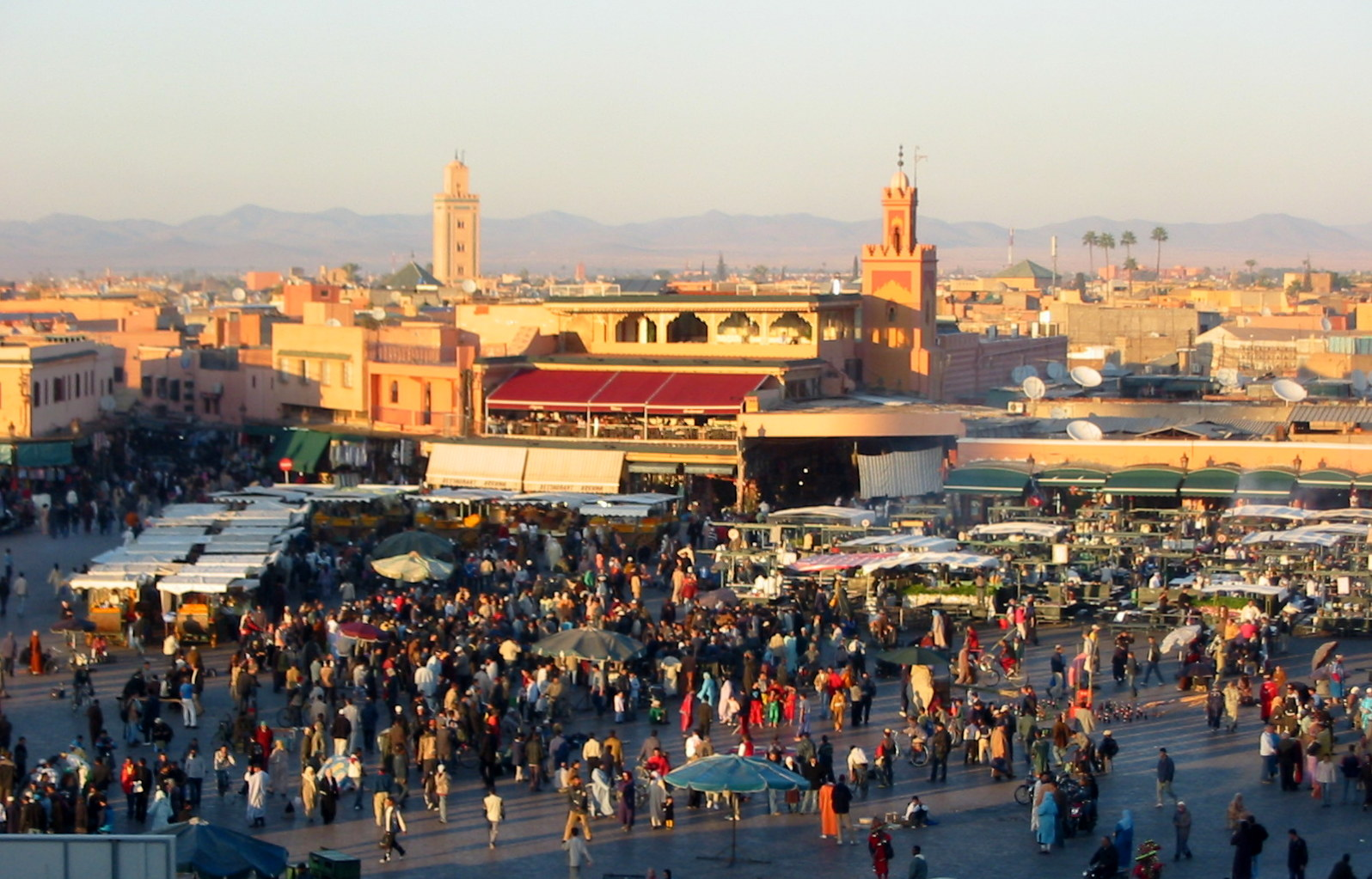
Djemaa el Fna, 2005

## LaDjemaa el Fnaen la literatura y el cine
Al igual que Elias Canetti, Juan Goytisolo en Ángel y paria (1985), Hubert Fichte en El ahorcado (1989), Bodo Kirchhoff en Parlando (2001), Michael Fisch en Khamsa – oder Das Wasser des Lebens (2010) o Christoph Leisten en las 88 miniaturas en prosa Marrakech, Djemaa el Fna: Prose (2017) han tratado la plaza de Djemaa el Fna de forma literaria.
En la plaza se filmaron escenas del clásico de Hitchcock El hombre que sabía demasiado y fue escenario de la película Sex and the City 2, protagonizada por Sarah Jessica Parker.